# Seris de Hermosillo
Los Seris de Hermosillo fue un equipo que participó en la American Basketball Association con sede en Hermosillo, Sonora, México.

## Historia
Jugó en el otoño de 2004 y dejó de jugar en la misma temporada en enero de 2005 debido a dificultades financieras. Los Seris tenían un récord de tres ganados y seis perdidos hasta que dejaron de participar.[cita requerida]